# Beryllophantis
Beryllophantis là một chi bướm đêm thuộc phân họ Tortricinae của họ Tortricidae.

## Các loài
- Beryllophantis allochlora Horak & Sauter, 1979
- Beryllophantis alphophora Horak & Sauter, 1979
- Beryllophantis asticta Horak & Sauter, 1979
- Beryllophantis cochlias Meyrick, 1938
- Beryllophantis microtera Horak & Sauter, 1979
- Beryllophantis phaioptera Horak & Sauter, 1979
- Beryllophantis poicila Horak & Sauter, 1979